# Vertalingsbeweging
De vertalingsbeweging was de omzetting van filosofische en wetenschappelijke werken uit vooral het Grieks, maar ook Perzisch, Syrisch en Sanskriet, naar het Arabisch gedurende de achtste tot de elfde eeuw. Dit vond vooral plaats in het Abbasidische Bagdad, in gang gezet door het Huis der Wijsheid onder kalief al-Mansoer (754-775) en zijn zoon al-Mahdi (775-785).
Er zijn verschillende theorieën over de beweegredenen achter deze beweging, zoals het altruïsme van Syrisch sprekende christenen of de wijsheid van verlichte heersers. Gutas stelt dat deze verklaringen tekortschieten en dat de beweging daarvoor te complex en diepgeworteld was.
Gutas vergelijkt het belang van de beweging met grote westerse maatschappelijke vernieuwingen, zoals:
- de algehele culturele en wetenschappelijke opleving in Athene onder Perikles  en de daarmee samenhangende opkomst van de Griekse wiskunde en Griekse filosofie
- de Italiaanse renaissance
- de wetenschappelijke revolutie

Sarton maakte een vergelijking met de Meiji-restauratie in Japan.